# Roberto González Bayón
Roberto González Bayón (Mérida, 8 de enero de 2001) es un futbolista español, conocido como Rober. Juega de centrocampista y su equipo es el NEC Nimega de la Eredivisie.

## Trayectoria
Nació en la ciudad extremeña de Mérida en el año 2001. Llegó a la cantera bética, procedente del Mérida C. F., en 2013, con doce años. 
En junio de 2017, ante las ofertas recibidas de equipos como el Manchester United para integrarse en su sistema de cantera, firmó su primer contrato profesional con el Real Betis que alcanzaba hasta junio de 2020.
En la temporada 2017-18 comenzó a jugar con el Real Betis Deportivo, con el que disputó 26 partidos en la segunda división B en los que marcó cinco goles. En la 2018-19 disputó la liga en tercera división después del descenso del equipo a esta categoría y debutó con el primer equipo del Real Betis en partido oficial, el 1 de noviembre de 2018 en el encuentro que disputó el Betis contra el Racing de Santander de dieciseisavos de final de la Copa del Rey, en el estadio del Sardinero. En enero de 2019 amplió su contrato con el equipo andaluz hasta 2024 y en julio de 2020, consiguió el ascenso con el Betis Deportivo a la segunda división B.
En agosto de 2020 el Real Betis Balompié lo cedió a la Unión Deportiva Las Palmas para disputar la temporada 2020-21. En la temporada que disputó en el equipo canario, a pesar de alguna lesión y las secuelas que sufrió después de haber pasado el covid-19, participó en 31 partidos, con 8 goles y 4 asistencias en un total de 2067 minutos en la Liga, que le sirvieron para retornar en la temporada 2021-22 al Real Betis y permanecer en la plantilla del primer equipo.
El 13 de enero de 2022 se hizo oficial su vuelta a la U. D. Las Palmas en una nueva cesión hasta el mes de junio. Esta segunda etapa en el conjunto canario finalizó tras caer eliminados en la promoción de ascenso a Primera División ante el C. D. Tenerife. Ese mismo año volvió a ser prestado y recaló en el Deportivo Alavés el 1 de septiembre.
Con el conjunto vitoriano sí que consiguió el ascenso a Primera. Un mes después de este éxito renovó su contrato con el Real Betis hasta 2025 y acumuló otra cesión en el NEC Nimega neerlandés. Durante la temporada marcó diez goles y el club lo acabó fichando en el mes de junio.
El 1 de febrero de 2025 volvió a España después de ser cedido al Real Racing Club de Santander hasta el mes de junio.

## Selección nacional
Ha sido internacional con la selección de fútbol sub-16 y sub-17 de España, con la que jugó la fase de clasificación del Campeonato de Europa Sub-17 de la UEFA.

## Estadísticas
Actualizado al último partido disputado el 12 de junio de 2025.
| Club                                   | Div.          | Temporada     | Liga  | Liga  | Copas nacionales | Copas nacionales | Copas internacionales | Copas internacionales | Total | Total |
| Club                                   | Div.          | Temporada     | Part. | Goles | Part.            | Goles            | Part.                 | Goles                 | Part. | Goles |
| -------------------------------------- | ------------- | ------------- | ----- | ----- | ---------------- | ---------------- | --------------------- | --------------------- | ----- | ----- |
| Betis Deportivo Balompié · España      | 2.ª B         | 2017-18       | 26    | 5     | —                | —                | —                     | —                     | 26    | 5     |
| Betis Deportivo Balompié · España      | 3.ª           | 2018-19       | 35    | 17    | —                | —                | —                     | —                     | 35    | 17    |
| Real Betis Balompié · España           | 1.ª           | 2018-19       | 0     | 0     | 1                | 0                | 0                     | 0                     | 1     | 0     |
| Betis Deportivo Balompié · España      | 3.ª           | 2019-20       | 23    | 10    | —                | —                | —                     | —                     | 23    | 10    |
| Betis Deportivo Balompié · España      | Total club    | Total club    | 84    | 32    | 0                | 0                | 0                     | 0                     | 84    | 32    |
| U. D. Las Palmas · España              | 2.ª           | 2020-21       | 30    | 8     | 1                | 0                | —                     | —                     | 31    | 8     |
| Real Betis Balompié · España           | 1.ª           | 2021-22       | 4     | 0     | 1                | 0                | 3                     | 0                     | 8     | 0     |
| U. D. Las Palmas · España              | 2.ª           | 2021-22       | 20    | 2     | —                | —                | —                     | —                     | 20    | 2     |
| U. D. Las Palmas · España              | Total club    | Total club    | 50    | 10    | 1                | 0                | 0                     | 0                     | 51    | 10    |
| Real Betis Balompié · España           | 1.ª           | 2022-23       | 2     | 0     | —                | —                | —                     | —                     | 2     | 0     |
| Real Betis Balompié · España           | Total club    | Total club    | 6     | 0     | 2                | 0                | 3                     | 0                     | 11    | 0     |
| Deportivo Alavés · España              | 2.ª           | 2022-23       | 29    | 2     | 4                | 0                | —                     | —                     | 33    | 2     |
| Deportivo Alavés · España              | Total club    | Total club    | 29    | 2     | 4                | 0                | 0                     | 0                     | 33    | 2     |
| NEC Nimega · Países Bajos              | 1.ª           | 2023-24       | 30    | 6     | 6                | 4                | ―                     | ―                     | 36    | 10    |
| NEC Nimega · Países Bajos              | 1.ª           | 2024-25       | 17    | 2     | 2                | 0                | ―                     | ―                     | 19    | 2     |
| NEC Nimega · Países Bajos              | Total club    | Total club    | 47    | 8     | 8                | 4                | 0                     | 0                     | 55    | 12    |
| Real Racing Club de Santander · España | 2.ª           | 2024-25       | 18    | 0     | ―                | ―                | ―                     | ―                     | 18    | 0     |
| Real Racing Club de Santander · España | Total club    | Total club    | 18    | 0     | 0                | 0                | 0                     | 0                     | 18    | 0     |
| Total carrera                          | Total carrera | Total carrera | 234   | 52    | 15               | 4                | 3                     | 0                     | 252   | 56    |
| 1. 2.                                  |               |               |       |       |                  |                  |                       |                       |       |       |